# Plounéour-Brignogan-Plages
Plounéour-Brignogan-Plages ist eine französische Gemeinde mit 1.955 Einwohnern (Stand: 1. Januar 2022) im Département Finistère in der Region Bretagne. Sie gehört zum Arrondissement Brest und zum Kanton Lesneven.
Sie entstand als Commune nouvelle mit Wirkung vom 1. Januar 2017, indem die bisherigen Gemeinden Brignogan-Plages und Plounéour-Trez durch ein Dekret vom 29. Juni 2016 zusammengelegt und dort nunmehr den Status von Communes déléguées innehaben.

## Gliederung
| Ortsteil                             | ehemaliger INSEE-Code | Fläche (km²) | Einwohnerzahl zum 1. Januar 2022 |
| ------------------------------------ | --------------------- | ------------ | -------------------------------- |
| Brignogan-Plages (Verwaltungssitz)00 | 29021                 | 03,60        | .0752                            |
| Plounéour-Trez                       | 29203                 | 10,68        | 1.203                            |

## Lage
Plonéour-Brignogan-Plages grenzt im Norden und im Osten an den Ärmelkanal. Nachbargemeinden sind Plouider im Süden und Kerlouan im Westen.